# Voytek Szczytko
Voytek Szczytko, właściwie Wojciech Szczytko (ur. 1973 w Białymstoku, woj. podlaskie) – polski reżyser, dziennikarz TVN, TVP, Vision Sport i MTV Europe, scenarzysta i dokumentalista zajmujący się kinem offowym.
Obecnie mieszka i pracuje w Nowym Jorku. Jest absolwentem literaturoznawstwa i dziennikarstwa Uniwersytetu Warszawskiego.
Jego film „Ściany są drzwiami” został doceniony na wielu festiwalach krótkometrażowych filmów offowych m.in.: na Festiwalu „Kręci się”, Festiwalu Młodej Sztuki 2005, Festiwalu Zoom Zbliżenia 2005, Festiwalu RePeFeNe 2005 (otrzymał nagrodę za najlepszy film) oraz na Festiwalu OKFA 2005, gdzie otrzymał nagrodę za najlepszy scenariusz.

## Filmografia
- 2007 – „Greenwich Village” – film dokumentalny[4]
- 2006 – „Our Time Is Coming” – film dokumentalny
- 2006 – „Coney Island Polar Bears” – film dokumentalny
- 2005 – „Talk to me” – thriller psychologiczny
- 2005 – „Walls are doors” (Ściany są drzwiami) – film dokumentalny, fabularyzowany
- 2005 – „Monica Botkier” – film dokumentalny (prezentowany na TVN)
- 2005 – „Michal Hochman” – film dokumentalny (prezentowany na TVN)
- 2005 – „Made in USA” – film dokumentalny